# Lake Louise (Canada)
Lake Louise is een gehucht in het nationaal park Banff in de Canadese provincie Alberta. Het is gelegen aan het Louisemeer.
Lake Louise is, net als het meer en de provincie, vernoemd naar prinses Louise Caroline Alberta. Het gebied rondom Lake Louise is een bekend skigebied en het trekt vele toeristen wegens het natuurschoon in de omgeving. In Lake Louise is het belangrijkste skistation van het gebied gelegen, het Lake Louise Mountain Resort.